# Amietophrynus perreti
Amietophrynus perreti là một loài cóc thuộc họ Bufonidae.
Đây là loài đặc hữu của Nigeria.
Môi trường sống tự nhiên của chúng là rừng ẩm vùng đất thấp nhiệt đới hoặc cận nhiệt đới, vùng cây bụi ẩm khu vực nhiệt đới hoặc cận nhiệt đới, và vùng nhiều đá.